# لاور شرقي (مقاطعة دشتي)
لاور شرقي (بالفارسية: لاور شرقی) هي قرية تقع في إيران في قسم مركزي الريفي. يقدر عدد سكانها بـ 959 نسمة بحسب إحصاء 2016.